# Finchley Central
Finchley Central - naziemna stacja metra londyńskiego położona w dzielnicy Barnet. Leży na trasie jednego z północnych odgałęzień Northern Line. Ponadto w ruchu wahadłowym kursują z niej pociągi na stację Mill Hill East. Stacja powstała w 1872 jako część sieci kolejowej. W 1940 przejęło ją metro. Obecnie korzysta z niej ok. 4,94 mln pasażerów rocznie. Należy do czwartej strefy biletowej. 

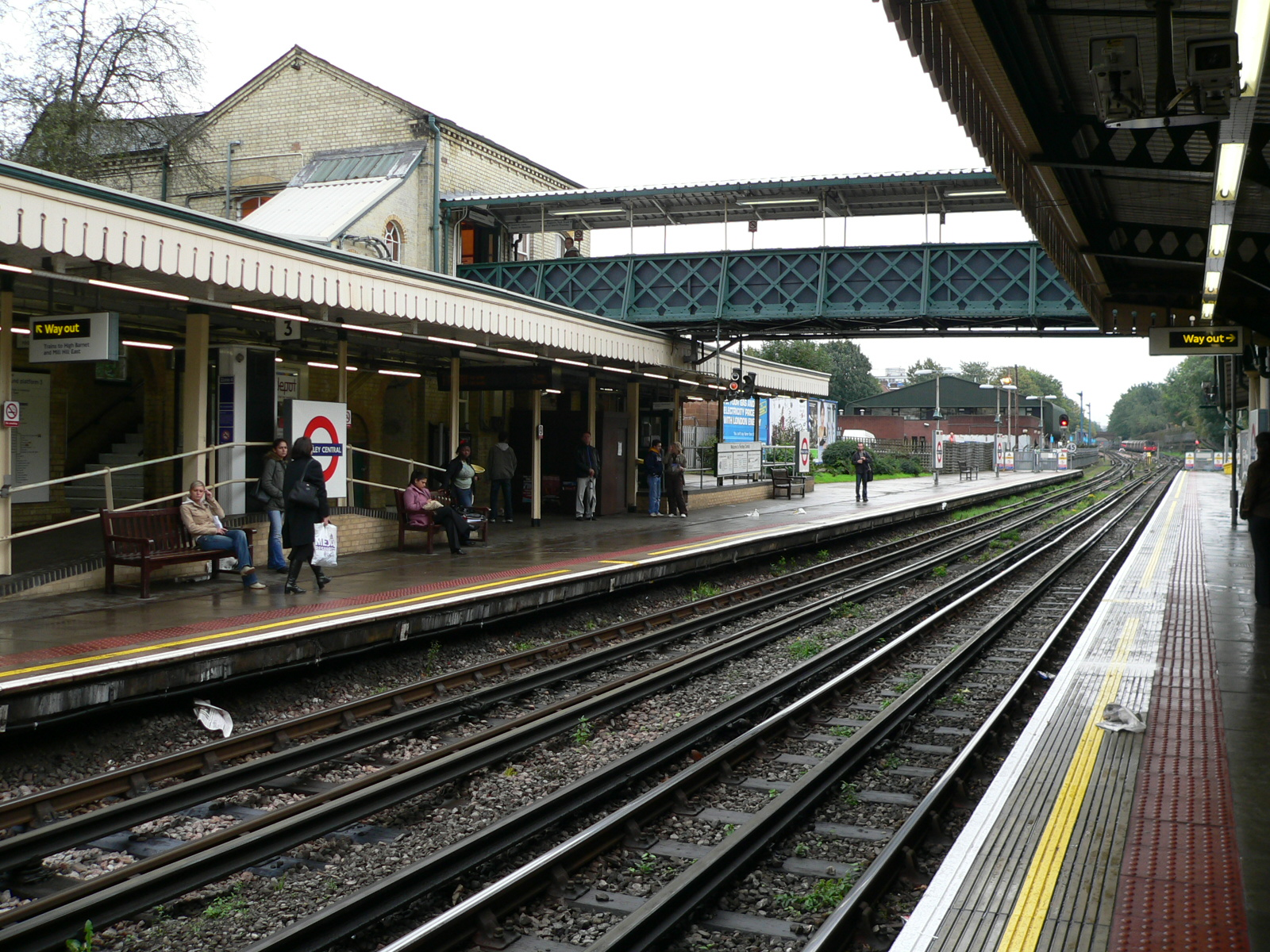
Perony